# 1st LIVE TOUR 2006 ~Heart,Mind and Soul~
"1st LIVE TOUR 2006 ~Heart,Mind and Soul~"은 그룹 동방신기의 라이브 하우스 투어 위주로 치러진 첫 번째 일본 콘서트 투어이다.

## 개요
THE 1ST ASIA TOUR CONCERT "Rising Sun"의 세 번째 서울 공연이 열린 2006년 2월 12일에 동방신기는 일본 내 7개 지역을 순회하는 일본 투어 콘서트 계획을 발표했다. 첫 번째 일본 투어임에도 현지 팬클럽을 대상으로 진행한 선 예약 판매에서 전 좌석 표가 모두 팔릴 정도로 호응이 좋아 다음 달에 오사카 1회, 요코하마 1회, 도쿄(Zepp Tokyo) 2회로 4회 분량의 공연 일정이 추가되었다.

## 투어 일정
| 일정            | 도시     | 장소                 | 관객 동원    |
| --------------- | -------- | -------------------- | ------------ |
| 2006년 5월 13일 | 찰황     | 페니 레인 24         | 500명        |
| 2006년 5월 18일 | 대판     | 넘버 Hatch           | 통산 2,800명 |
| 2006년 5월 20일 | 대판     | 넘버 Hatch           | 통산 2,800명 |
| 2006년 5월 27일 | 횡빈     | 요코하마 BLITZ       | 통산 3,200명 |
| 2006년 5월 28일 | 횡빈     | 요코하마 BLITZ       | 통산 3,200명 |
| 2006년 6월 4일  | 복강     | 후쿠오카 DRUM LOGOS  | 800명        |
| 2006년 6월 10일 | 나고야시 | 나고야 다이아몬드 홀 | 900명        |
| 2006년 6월 23일 | 신석     | 니가타 LOTS          | 600명        |
| 2006년 6월 25일 | 동경     | 에비스 더 가든 홀    | 700명        |
| 2006년 6월 27일 | 동경     | Zepp Tokyo           | 통산 5,300명 |
| 2006년 6월 28일 | 동경     | Zepp Tokyo           | 통산 5,300명 |

## 세트 리스트
- Opening VCR -
- Stay With Me Tonight
- The Way U Are

- Ment -
- 言葉はいらない (말은 필요 없어)
- 愛せない愛したい (사랑할 수 없어, 사랑하고 싶어)
- My Destiny

- VCR #2 -
- Try My Love
- Eternal
- 明日は来るから (내일은 오니까)

- Ment -
- Somebody To Love
- Break Up The Shell
- Rising Sun

- Encore -
- Heart, Mind and Soul

- Ment -
- HUG (JP)
- Begin
- One